# Greet Hellemans
Greta Mettina Hellemans, detta Greet (Groninga, 25 maggio 1959), è un'ex canottiera olandese.
È sorella di Nicolette Hellemans, anche lei medagliata alle Olimpiadi di Los Angeles 1984.

## Palmarès

### Olimpiadi
- 2 medaglie:
  - 1 argento (Los Angeles 1984 nel due di coppia)
  - 1 bronzo (Los Angeles 1984 nell'otto)